# Al-Moustaqbal
Ne doit pas être confondu avec Al Moustakbal ou Front El Moustakbal.
 (décembre 2019).
Si vous disposez d'ouvrages ou d'articles de référence ou si vous connaissez des sites web de qualité traitant du thème abordé ici, merci de compléter l'article en donnant les références utiles à sa vérifiabilité et en les liant à la section « Notes et références ».
 (décembre 2019).
Al-Moustaqbal (arabe : المستقبل - l'Avenir) est un parti politique palestinien lancé en décembre 2005 et dirigé par Marouane Barghouti.
Barghouti a annoncé la formation d'un nouveau parti politique le 14 décembre 2005. Al-Mustaqbal est principalement composé de la "jeune garde" des membres du Fatah qui exprime de façon répétée leur frustration à propos de la corruption chronique du parti.